# Budnikowsky
Budnikowsky (w skrócie: Budni) – niemiecka sieć drogerii.

## Charakterystyka
Na koniec drugiej dekady XXI wieku była to czwarta co do obrotów sieć drogerii w Niemczech – po DM Drogerie Markt, Rossmannie i drogeriach Müller. Historia firmy rozpoczęła się 2 października 1912 roku, gdy Ivan Budnikowsky zarejestrował swoją działalność jako sprzedawca bandaży przy Mühlenstraße 33 (obecnie ulica Schloßmühlendamm), na Harburgu – południowo-zachodniej dzielnicy Hamburga. Po I wojnie światowej rozszerza asortyment na produkty mydlane oraz do prania odzieży. Na początku trzeciej dekady XXI wieku przedsiębiorstwo prowadziło już ponad 190 sklepów, z których większość znajduje się w regionie metropolitalnym Hamburga, wliczając doń również oddaloną o ponad 60 km Lubekę. W tym czasie sześć sklepów Budni istniało również w Berlinie, przy jednym z nich przy Schönhauser Allee 120 Budni prowadziło przysklepową kawiarnie. We wszystkich sklepach oprócz standardowego dla drogerii asortymentu – kosmetyków (również marek własnych sieci), można było nabyć mleko niepasteryzowane, jaja i owoce – jak zapewniała sieć – dostarczone przez lokalnych dostawców. Od 2019 roku Budni współpracowało z siecią supermarketów spółdzielni handlowej Edeka. Budni to firma rodzinna z siedzibą w Hamburgu. W kampaniach wizerunkowych firma przedstawia się jako przedsiębiorstwo lokalne akcentując swą rolę we „wspólnocie sąsiedztwa”.